# Neomocena
Neomocena är ett släkte av fjärilar. Neomocena ingår i familjen snigelspinnare.
Kladogram enligt Catalogue of Life:
| Neomocena | \| \| Neomocena brunneocrossa \| \| \| \| \| \| Neomocena convergens \| \| \| \| |
|           | \| \| Neomocena brunneocrossa \| \| \| \| \| \| Neomocena convergens \| \| \| \| |
|           | Neomocena brunneocrossa                                                          |
|           |                                                                                  |
|           | Neomocena convergens                                                             |
|           |                                                                                  |